# Huonia
Huonia is een geslacht van libellen (Odonata) uit de familie van de korenbouten (Libellulidae).

## Soorten
Huonia omvat 15 soorten:
- Huonia arborophila Lieftinck, 1942
- Huonia aruana Lieftinck, 1935
- Huonia daphne Lieftinck, 1953
- Huonia epinephela Förster, 1903
- Huonia ferentina Lieftinck, 1953
- Huonia hylophila Lieftinck, 1942
- Huonia hypsophila Lieftinck, 1963
- Huonia melvillensis Brown & Theischinger, 1998
- Huonia moerens Lieftinck, 1963
- Huonia oreophila Lieftinck, 1935
- Huonia rheophila Lieftinck, 1935
- Huonia silvicola Lieftinck, 1942
- Huonia thais Lieftinck, 1953
- Huonia thalassophila Förster, 1903
- Huonia thisbe Lieftinck, 1953